# Тейлор Таунсенд
Тейлор Таунсенд (англ. Taylor Townsend, нар. 16 квітня 1996) — американська професійна тенісистка. Найвища позиція в одиночному рейтингу — 57, досягнута 8 квітня 2024 року.

## Важливі фінали
- Станом на червень 2024

### Турніри Великого шолома

#### Парний розряд: 2 (2 поразки)
| Результат | Рік  | Турнір                               | Покриття | Партнерка       | Опоненти                              | Рахунок            |
| --------- | ---- | ------------------------------------ | -------- | --------------- | ------------------------------------- | ------------------ |
| Поразка   | 2022 | Відкритий чемпіонат США з тенісу     | Тверде   | Кеті Макнеллі   | Барбора Крейчикова Катержина Сінякова | 6–3, 5–7, 1–6      |
| Поразка   | 2023 | Відкритий чемпіонат Франції з тенісу | Ґрунт    | Лейла Фернандес | Сє Шувей Ван Сіньюй                   | 6–1, 6–7(5–7), 1–6 |

### Мікст: 2 (2 поразки)
| Результат | Рік  | Турнір                               | Покриття | Партнер    | Опоненти                     | Рахунок       |
| --------- | ---- | ------------------------------------ | -------- | ---------- | ---------------------------- | ------------- |
| Поразка   | 2024 | Відкритий чемпіонат США з тенісу     | Тверде   | Доналд Янг | Сара Еррані Андреа Вавассорі | 6–7(0–7), 5–7 |
| Поразка   | 2025 | Відкритий чемпіонат Франції з тенісу | Ґрунт    | Еван Кінґ  | Сара Еррані Андреа Вавассорі | 4–6, 2–6      |

### Турніри WTA 1000

#### Парний розряд: 2 (1 титул, 1 поразка)
| Результат | Рік  | Турнір                             | Покриття | Партнерка       | Опоненти                   | Рахунок               |
| --------- | ---- | ---------------------------------- | -------- | --------------- | -------------------------- | --------------------- |
| Поразка   | 2023 | Відкритий чемпіонат Маямі з тенісу | Тверде   | Лейла Фернандес | Корі Гофф Джессіка Пегула  | 6–7(6–8), 2–6         |
| Перемога  | 2023 | Мастерс Цинциннаті                 | Тверде   | Алісія Паркс    | Ніколь Меліхар Еллен Перес | 6–7(1–7), 6–4, [10–6] |

## Фінали турнірів WTA

### Парний розряд: 17 (10 титулів, 7 поразок)
| Легенда                       |
| ----------------------------- |
| Grand Slam (2–2)              |
| WTA Фінали (0–1)              |
| WTA 1000 (1–2)                |
| WTA 500 (5–0)                 |
| WTA 250 / International (1–2) |

| Фінали за покриттям |
| ------------------- |
| Тверде (8–6)        |
| Ґрунт (0–1)         |
| Трава (1–0)         |

| Результат | В-П  | Дата     | Турнір                                            | Tier          | Покриття   | Партнерка          | Опоненти                              | Рахунок               |
| --------- | ---- | -------- | ------------------------------------------------- | ------------- | ---------- | ------------------ | ------------------------------------- | --------------------- |
| Поразка   | 0–1  | Сер 2013 | Washington Open, США                              | International | Тверде     | Ежені Бушар        | Аояма Сюко Віра Душевіна              | 3–6, 3–6              |
| Поразка   | 0–2  | Січ 2019 | WTA Auckland Open, Нова Зеландія                  | International | Тверде     | Paige Hourigan     | Ежені Бушар Софія Кенін               | 6–1, 1–6, [7–10]      |
| Перемога  | 1–2  | Січ 2020 | Auckland Classic, Нова Зеландія                   | International | Тверде     | Ейжа Мугаммад      | Серена Вільямс Каролін Возняцкі       | 6–4, 6–4              |
| Поразка   | 1–3  | Вер 2022 | Відкритий чемпіонат США з тенісу, США             | Grand Slam    | Тверде     | Кеті Макнеллі      | Барбора Крейчикова Катержина Сінякова | 6–3, 5–7, 1–6         |
| Перемога  | 2–3  | Січ 2023 | Adelaide International, Австралія                 | WTA 500       | Тверде     | Ейжа Мугаммад      | Сторм Гантер Катержина Сінякова       | 6–2, 7–6(7–2)         |
| Перемога  | 3–3  | Січ 2023 | Adelaide International, Австралія (2)             | WTA 500       | Тверде     | Луїза Стефані      | Анастасія Павлюченкова Олена Рибакіна | 7–5, 7–6(7–3)         |
| Поразка   | 3–4  | 2023     | Відкритий чемпіонат Маямі з тенісу, США           | WTA 1000      | Тверде     | Лейла Фернандес    | Корі Гофф Джессіка Пегула             | 6–7(6–8), 2–6         |
| Поразка   | 3–5  | 2023     | Відкритий чемпіонат Франції з тенісу, Франція     | Grand Slam    | Ґрунт      | Leylah Fernandez   | Сє Шувей Ван Сіньюй                   | 6–1, 6–7(5–7), 1–6    |
| Перемога  | 4–5  | 2023     | Мастерс Цинциннаті, США                           | WTA 1000      | Тверде     | Алісія Паркс       | Ніколь Меліхар Еллен Перес            | 6–7(1–7), 6–4, [10–6] |
| Перемога  | 5–5  | Січ 2024 | Adelaide International, Австралія (3)             | WTA 500       | Тверде     | Беатріс Аддад Мая  | Каролін Гарсія Крістіна Младенович    | 7–5, 6–3              |
| Перемога  | 6–5  | Лип 2024 | Вімблдонський турнір, Велика Британія             | Grand Slam    | Трава      | Катержина Сінякова | Габріела Дабровскі Ерін Рутліфф       | 7–6(7–5), 7–6(7–1)    |
| Перемога  | 7–5  | Сер 2024 | Washington Open, США                              | WTA 500       | Тверде     | Ейжа Мугаммад      | Цзян Сіньюй У Фансьєнь                | 7–6(7–0), 6–3         |
| Поразка   | 7–6  | Лис 2024 | Фінал WTA, Саудівська Аравія                      | WTA Фінали    | Тверде (i) | Катержина Сінякова | Габріела Дабровскі Ерін Рутліфф       | 5–7, 3–6              |
| Перемога  | 8–6  | Січ 2025 | Відкритий чемпіонат Австралії з тенісу, Австралія | Grand Slam    | Тверде     | Катержина Сінякова | Сє Шувей Олена Остапенко              | 6–2, 6–7(4–7), 6–3    |
| Перемога  | 9–6  | Лют 2025 | Dubai Tennis Championships                        | WTA 1000      | Тверде     | Катержина Сінякова | Сє Шувей Олена Остапенко              | 7–6(7–5), 6–4         |
| Перемога  | 10–6 | Лип 2025 | Washington Open, Сполучені Штати Америки          | WTA 500       | Тверде     | Чжан Шуай          | Керолайн Долегайд Софія Кенін         | 6–1, 6–1              |
| Поразка   | 10–7 | Лип 2025 | Мастерс Канада, Канада                            | WTA 1000      | Тверде     | Чжан Шуай          | Коко Гофф Маккартні Кесслер           | 6–4, 1–6, [13–11]     |

## WTA Challenger

### Одиночний розряд: 1 (поразка)
| Результат | В-П | Дата     | Турнір                      | Покриття | Опонент        | Рахунок  |
| --------- | --- | -------- | --------------------------- | -------- | -------------- | -------- |
| Поразка   | 0–1 | Тра 2023 | Firenze Ladies Open, Італія | Ґрунт    | Жасмін Паоліні | 3–6, 5–7 |

### Парний розряд: 4 (2 титули, 2 поразки)
| Результат | В-П | Дата     | Турнір                                        | Покриття | Партнерка     | Опоненти                         | Рахунок       |
| --------- | --- | -------- | --------------------------------------------- | -------- | ------------- | -------------------------------- | ------------- |
| Перемога  | 1–0 | Бер 2018 | Indian Wells Challenger, США                  | Тверде   | Яніна Вікмаєр | Дженніфер Брейді Ваня Кінг       | 6–4, 6–4      |
| Поразка   | 1–1 | Січ 2019 | Oracle Challenger Series – Newport Beach, США | Тверде   | Яніна Вікмаєр | Гейлі Картер Ена Сібахара        | 3–6, 6–7(1–7) |
| Поразка   | 1–2 | Бер 2019 | Indian Wells Challenger, США                  | Тверде   | Яніна Вікмаєр | Крістіна Плішкова Євгенія Родіна | 6–7(7–9), 4–6 |
| Перемога  | 2–2 | Бер 2020 | Indian Wells Challenger, США (2)              | Тверде   | Ейжа Мугаммад | Кеті Макнеллі Джессіка Пегула    | 6–4, 6–4      |

## Фінали ITF

### Одиночний розряд: 17 (14 — 3)
| Легенда                  |
| ------------------------ |
| $100,000 турніри (2–0)   |
| $75/80,000 турніри (5–1) |
| $50/60,000 турніри (4–1) |
| $25,000 турніри (3–1)    |

| Фінали за покриттям |
| ------------------- |
| Тверде (7–0)        |
| Ґрунт (7–3)         |

| Результат | В-П  | Дата     | Турнір                        | Tier    | Покриття | Опонент              | Рахунок       |
| --------- | ---- | -------- | ----------------------------- | ------- | -------- | -------------------- | ------------- |
| Перемога  | 1–0  | Кві 2014 | ITF Charlottesville, США      | 50,000  | Ґрунт    | Монтсеррат Гонсалес  | 6–2, 6–3      |
| Перемога  | 2–0  | Тра 2014 | ITF Indian Harbour Beach, США | 50,000  | Ґрунт    | Юлія Путінцева       | 6–1, 6–1      |
| Поразка   | 2–1  | Кві 2016 | ITF Dothan, США               | 50,000  | Ґрунт    | Ребекка Петерсон     | 4–6, 2–6      |
| Перемога  | 3–1  | Кві 2016 | ITF Charlottesville, США (2)  | 50,000  | Ґрунт    | Грейс Мін            | 7–5, 6–1      |
| Поразка   | 3–2  | Тра 2016 | ITF Indian Harbour Beach, США | 75,000  | Ґрунт    | Дженніфер Брейді     | 3–6, 5–7      |
| Поразка   | 3–3  | Тра 2017 | ITF Naples, США               | 25,000  | Ґрунт    | Софія Жук            | 4–6, 6–7(3–7) |
| Перемога  | 4–3  | Жов 2017 | ITF Sumter, США               | 25,000  | Тверде   | Ульрікке Ейкері      | 6–2, 6–1      |
| Перемога  | 5–3  | Жов 2017 | ITF Florence, США             | 25,000  | Тверде   | Їсалін Бонавентюре   | 6–1, 7–5      |
| Перемога  | 6–3  | Лис 2017 | ITF Waco, США                 | 80,000  | Тверде   | Айла Том'янович      | 6–3, 2–6, 6–2 |
| Перемога  | 7–3  | Кві 2018 | ITF Dothan, США               | 80,000  | Ґрунт    | Маріана Дуке-Маріньо | 6–2, 2–6, 6–1 |
| Перемога  | 8–3  | Тра 2018 | ITF Charleston, США           | 80,000  | Ґрунт    | Медісон Бренгл       | 6–0, 6–4      |
| Перемога  | 9–3  | Чер 2018 | ITF Sumter, США               | 25,000  | Тверде   | Алізе Лім            | w/o           |
| Перемога  | 10–3 | Тра 2019 | ITF Charleston, США (2)       | 100,000 | Ґрунт    | Вітні Озугве         | 6–4, 6–4      |
| Перемога  | 11–3 | Тра 2022 | ITF Charleston, США (3)       | 100,000 | Ґрунт    | Ван Сю               | 6–3, 6–2      |
| Перемога  | 12–3 | Жов 2022 | ITF Tyler, США                | 80,000  | Тверде   | Юань Юе              | 6–4, 6–2      |
| Перемога  | 13–3 | Жов 2023 | ITF Templeton, США            | 60,000  | Тверде   | Рената Сарасуа       | 6–3, 6–1      |
| Перемога  | 14–3 | Жов 2023 | ITF Macon, США                | 80,000  | Тверде   | Панна Удварді        | 6–3, 6–4      |

### Парний розряд: 24 (17 — 7)
| Легенда                  |
| ------------------------ |
| $100,000 турніри (1–0)   |
| $75/80,000 турніри (2–2) |
| $50,000 турніри (10–3)   |
| $25,000 турніри (4–2)    |

| Фінали за покриттям |
| ------------------- |
| Тверде (9–6)        |
| Ґрунт (8–1)         |

| Результат | В-П  | Дата     | Турнір                            | Tier    | Покриття   | Партнер              | Опоненти                              | Рахунок               |
| --------- | ---- | -------- | --------------------------------- | ------- | ---------- | -------------------- | ------------------------------------- | --------------------- |
| Поразка   | 0–1  | Вер 2013 | ITF Albuquerque, США              | 75,000  | Тверде     | Мелані Уден          | Елені Даніліду Коко Вандевей          | 4–6, 6–7(2–7)         |
| Поразка   | 0–2  | Лис 2013 | ITF New Braunfels, США            | 50,000  | Тверде     | Ейжа Мугаммад        | Анна Татішвілі Коко Вандевей          | 6–3, 3–6, [11–13]     |
| Перемога  | 1–2  | Кві 2014 | ITF Charlottesville, США          | 50,000  | Ґрунт      | Ейжа Мугаммад        | Ірина Фалконі Марія Санчес            | 6–3, 6–1              |
| Перемога  | 2–2  | Тра 2014 | ITF Indian Harbour Beach, США     | 50,000  | Ґрунт      | Ейжа Мугаммад        | Джан Абаза Саназ Маранд               | 6–2, 6–1              |
| Перемога  | 3–2  | Жов 2014 | ITF Toronto, Канада               | 50,000  | Тверде (i) | Марія Санчес         | Габріела Дабровскі Татьяна Марія      | 7–5, 4–6, [15–13]     |
| Перемога  | 4–2  | Тра 2015 | ITF Indian Harbour Beach, США (2) | 50,000  | Ґрунт      | Марія Санчес         | Ангелина Габуєва Александра Стівенсон | 6–0, 6–1              |
| Поразка   | 4–3  | Січ 2016 | ITF Maui, США                     | 50,000  | Тверде     | Джессіка Пегула      | Ейжа Мугаммад Марія Санчес            | 2–6, 6–3, [6–10]      |
| Перемога  | 5–3  | Лют 2016 | ITF Rancho Santa Fe, США          | 25,000  | Тверде     | Ейжа Мугаммад        | Джессіка Пегула Керол Чжао            | 6–3, 6–4              |
| Перемога  | 6–3  | Кві 2016 | ITF Osprey, США                   | 50,000  | Тверде     | Ейжа Мугаммад        | Луїза Чиріко Катеріна Стюарт          | 6–1, 6–7(5–7), [10–4] |
| Перемога  | 7–3  | Кві 2016 | ITF Pelham, США                   | 25,000  | Ґрунт      | Ейжа Мугаммад        | Sophie Chang Кейтлін Горіскі          | 6–2, 6–3              |
| Перемога  | 8–3  | Кві 2016 | ITF Dothan, США                   | 50,000  | Ґрунт      | Ейжа Мугаммад        | Кейтлін Горіскі Кері Вонґ             | 6–0, 6–1              |
| Перемога  | 9–3  | Кві 2016 | ITF Charlottesville, США (2)      | 50,000  | Ґрунт      | Ейжа Мугаммад        | Олександра Панова Шелбі Роджерс       | 7–6(7–4), 6–0         |
| Поразка   | 9–4  | Вер 2016 | ITF Atlanta, США                  | 50,000  | Тверде     | Александра Стівенсон | Інгрід Ніл Луїза Стефані              | 6–4, 4–6, [5–10]      |
| Перемога  | 10–4 | Жов 2016 | ITF Macon, США                    | 50,000  | Тверде     | Міхаелла Крайчек     | Сабріна Сантамарія Кері Вонґ          | 3–6, 6–2, [10–6]      |
| Перемога  | 11–4 | Лис 2016 | ITF Scottsdale, США               | 50,000  | Тверде     | Інгрід Ніл           | Саманта Кроуфорд Мелані Уден          | 6–4, 6–3              |
| Перемога  | 12–4 | Лис 2016 | ITF Waco, США                     | 50,000  | Тверде     | Міхаелла Крайчек     | Міхаела Бузернеску Рената Сарасуа     | w/o                   |
| Поразка   | 12–5 | Тра 2017 | ITF Naples, США                   | 25,000  | Ґрунт      | Даніель Коллінз      | Еміна Бектас Саназ Маранд             | 6–7(1–7), 1–6         |
| Перемога  | 13–5 | Жов 2017 | ITF Sumter, США                   | 25,000  | Тверде     | Джессіка Пегула      | Александра Мюллер Кейтлін Горіскі     | 4–6, 7–5, [10–5]      |
| Перемога  | 14–5 | Жов 2017 | ITF Florence, США                 | 25,000  | Тверде     | Марія Санчес         | Тара Мур Амра Садікович               | 6–1, 6–2              |
| Перемога  | 15–5 | Лис 2017 | ITF Tyler, США                    | 80,000  | Тверде     | Джессіка Пегула      | Джеймі Лоеб Ребекка Петерсон          | 6–4, 6–1              |
| Поразка   | 15–6 | Лис 2017 | ITF Waco, США                     | 80,000  | Тверде     | Джессіка Пегула      | Софія Кенін Анастасія Комардіна       | 5–7, 7–5, [9–11]      |
| Поразка   | 15–7 | Лют 2018 | ITF Rancho Santa Fe, США          | 25,000  | Тверде     | Ева Грдінова         | Кейтлін Крістіан Сабріна Сантамарія   | 7–6(8–6), 1–6, [6–10] |
| Перемога  | 16–7 | Кві 2019 | ITF Charlottesville, США (3)      | 80,000  | Ґрунт      | Ейжа Мугаммад        | Луціє Градецька Катажина Кава         | 4–6, 7–5, [10–3]      |
| Перемога  | 17–7 | Тра 2019 | ITF Charleston, США               | 100,000 | Ґрунт      | Ейжа Мугаммад        | Медісон Бренгл Лорен Девіс            | 6–2, 6–2              |

## Досягнення в одиночних змаганнях
- Станом на  2018

| Турніри Великого Шлему                 |     |     |     |     |     |     |     |     |        |       |       |
| Відкритий чемпіонат Австралії з тенісу | A   | A   | A   | A   | 1R  | A   | Q3  | 1R  | 0 / 2  | 0–2   | 0%    |
| Відкритий чемпіонат Франції з тенісу   | A   | A   | A   | 3R  | 1R  | 2R  | 2R  | 2R  | 0 / 5  | 5–5   | 50%   |
| Вімблдонський турнір                   | A   | A   | A   | 1R  | A   | Q2  | Q1  |     | 0 / 1  | 0–1   | 0%    |
| Відкритий чемпіонат США з тенісу       | Q2  | A   | Q3  | 1R  | Q2  | 1R  | 1R  |     | 0 / 3  | 0–3   | 0%    |
| Перемоги-Поразки                       | 0–0 | 0–0 | 0–0 | 2–3 | 0–2 | 1–2 | 1–2 | 1–2 | 0 / 11 | 5–11  | 27%   |
| Загальна статистика                    |     |     |     |     |     |     |     |     |        |       |       |
| Разом Перемоги-Поразки                 | 0–0 | 0–0 | 1–3 | 5–6 | 2–5 | 1–3 | 5–7 | 2–4 | 16–28  | 16–28 | 16–28 |
| Рейтинг на кінець року                 | 428 | 676 | 308 | 102 | 304 | 132 | 105 |     | 36%    | 36%   | 36%   |